# Уманський Генріх Моріцович
Ге́нріх Моріцович Ума́нський (29 серпня 1936, Київ, УРСР, СРСР, — 28 лютого 2022) — радянський і український художник єврейського походження, Заслужений художник України (2010)

## Біографічні відомості
Народився 29 серпня 1936 р. в Києві в родині художника М. Б. Уманського. Закінчив Київський художній інститут (1965). 
З 1966 року  — художник Творчого об'єднання художньої мультиплікації «Київнаукфільм», а з 1992 року працював на студії «Борисфен-С».
Член Національних спілок художників та кінематографістів України.
Помер у 85-річному віці 28 лютого 2022 року.

## Фільмографія
Брав участь у створенні стрічок:
- «Легенда про полум'яне серце» (1967)
- «Казка про місячне світло» (1968)
- «Камінь на дорозі» (1968)
- «Опудало» (1968)
- «Кримська легенда» (1969),
- «Марс ХХ» (1969)
- «Пригоди козака Енея» (1969)
- «Журавлик» (1970)
- «Дивовижне китеня» (1971)
- «Про смугасте слоненя» (1971)
- «Пригоди жирафки» (1971)
- «Теплий хліб» (1973)
- «Як жінки чоловіків продавали» (1973)
- «Вересовий мед» (1974)
- «Салют» (1975)
- «Справа доручається детективу Тедді. Справа №001: Бурий та Білий» (1976)
- «Пригоди коваля Вакули» (1977)
- «Ватажок» (1978)
- «Ніч перед Різдвом» (1979)
- «Капітошка» (1980)
- «Аліса в Країні чудес» і «Аліса в Задзеркаллі» (1981 — 1982)
- «Як козаки на весіллі гуляли» (1985)
- «Тривога в лісі» (1990)
- «Богданчик і барабан» (1992)
- «Команда DIG. Печера жахів» (1993)
- «Команда DIG. Скіпетр фараона» (1994)
- «Лісова бувальщина» («Фітіль» № 221)
- «Як метелик вивчав життя» (1997)
- «Чого у лісі не буває» (2006) та ін.